# Jazernické jazierko
Jazernické jazierko je chráněný areál v katastrálním území obce Jazernica v okrese Turčianske Teplice v Žilinském kraji na Slovensku. Chráněné území bylo vyhlášeno v roce 1975 a jeho rozloha je 0,16 hektaru. Předmětem ochrany je velké přirozené prameniště s pramenným jezírkem v plochých usazeninách potoka Teplica se zachovalou charakteristickou vegetací a faunou. Nachází se na rovinatém území Turčianské kotliny, na jižním okraji obce Jazernica. Je 35 metrů dlouhé a 25 metrů široké.

## Přírodní poměry
Jezírko má rozměry 35 × 25 metrů a vzniklo vlivem stále aktivního a vydatného pramene podzemní vody na plochém aluviu potoka Teplica. Svým původem, rozlohou a charakterem patří mezi vzácné přírodní výtvory. Voda v jezírku má v zimě teplotu okolo 5 °C, a nezamrzá. Od roku 1975 je chráněným územím (chráněný areál) o rozloze 0,1618 hektaru.
Chráněné jsou slatiništní břehové porosty (ostřice, třtina, olše, vrba). Z vodních rostlin tu můžeme najít např. řeřišnici hořkou (Cardamine amara). Břehy jezírka jsou lemovány trsy vysokých ostřic, zejména otřice latnaté (Carex paniculata), která je v Turčianské kotlině ojedinělá. Na slatinné půdě, která se tu vyskytuje, roste např. psineček výběžkatý, krtičník křídlatý (Scrophularia umbrosa), šišák vroubkovaný (Scutellaria galericulata), svízel bahenní (Galium palustre), pcháč bahenní (Cirsium palustre) či pcháč potoční (Cirsium rivulare). V posledních letech se tu vlivem zazemňování rozšiřuje rákos obecný (Phragmites australis). Tyto porosty postupně přecházejí do slatinných a polokulturních mezofilních aluviálních luk. Jižní část jezírka osidluje okřehek menší (Lemna minor) - lidově žabinec, v západní části je jezírko obklopené lužním lesem s olší lepkavou (Alnus glutinosa).
Jezírko obývá bohatá fauna bezobratlých. Někteří z nich, např. blešivka obecná či jepice dvoukřídlá, svědčí o relativně vysoké čistotě vody. Hojný výskyt larev pakomárů a komárů signalizuje, že ve dne dochází v důsledku rozkladných procesů ke snížení obsahu kyslíku. Mezi běžné druhy patří bruslařka obecná (Gerris lacustris), střechatka obecná (Sialis lutaria) a další. Nevyhovující složení a teplota vody neumožňují rozmnožování obojživelníků, kteří se zde z těchto důvodů nevyskytují. Zjištěni tu byli pouze dospělí jedinci skokana hnědého (Rana temporaria). Z vodního ptactva sem zalétá kachna divoká (Anas platyrhynchos), čírka modrá (Anas querquedula), strnad rákosní (Emberiza schoeniclus), rákosníkovití a další.